# Merlin (Oregon)
Merlin az Amerikai Egyesült Államok északnyugati részén, Oregon állam Josephine megyéjében elhelyezkedő statisztikai település. A 2020. évi népszámláláskor 1690 lakosa volt.

## Népesség
A településnek 2010-ben 1615, 2020-ban pedig 1690 lakosa volt.